# Dudești (gmina)
Dudești – gmina w Rumunii, w okręgu Braiła. Obejmuje miejscowości Bumbăcari, Dudești i Tătaru. W 2011 roku liczyła 3613 mieszkańców. 